# San Salvador de Valdediós
La iglesia de San Salvador de Valdediós –conocida popularmente como «el Conventín»– es un templo católico altomedieval situado en el concejo de Villaviciosa (Principado de Asturias, España). La iglesia se alza en el valle de Valdediós junto al Monasterio de Santa María. Se trata de un monumento representativo de la arquitectura prerrománica asturiana del periodo posramirense, la cual anuncia ya el estilo románico.

## Historia

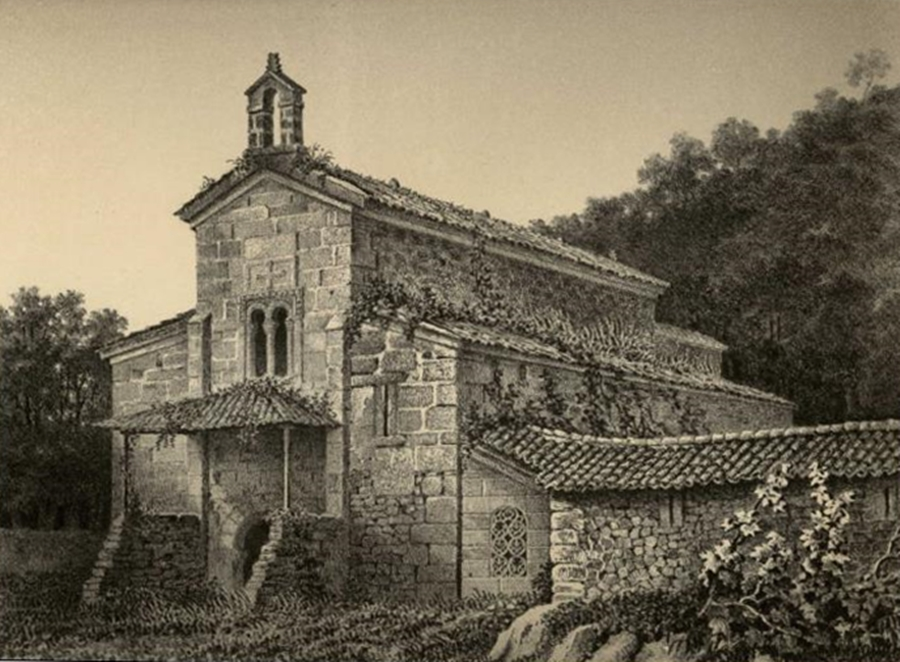
Grabado del templo en el. Puede apreciarse el pórtico de la fachada occidental y el inicio del pasadizo que lo comunicaba con el monasterio.

No hay certeza sobre cuándo se erigió esta iglesia. Su construcción se atribuye al rey Alfonso III, aunque bien pudiera ser que a este monarca solo se debiera la galería porticada adosada al templo tardíamente y algunos detalles ornamentales. De lo que no cabe duda es de que la  consagración fue efectuada bajo su reinado. La fecha de este evento quedó grabada en una lápida de mármol en la que se afirma que sucedió «SUB ERA DCCCCXXX» –esto es, en el año 930 de la era augusta, equivalente al año 892 d. C.–. De la solemnidad del acto da prueba el hecho de que asistieran, según esa misma inscripción lapidaria, los obispos Rosendo I de Mondoñedo, Nausto de Coímbra, Sisnando I de Iria, Ranulfo de Astorga, Argimiro de Lamego, Recaredo de Lugo y Eleca de Zaragoza.
El templo estuvo comunicado con el monasterio de Santa María mediante un pasadizo que fue derribado a mediados del siglo XIX por la Comisión de Monumentos Históricos y Artísticos de la provincia de Oviedo. Por estas fechas también se retiró un pórtico que se había añadido a la portada principal.
En 1931 fue declarada Monumento Histórico-Artístico por aprobación del decreto de 3 de junio por parte del Gobierno Provisional de la Segunda República.
El arquitecto Luis Menéndez-Pidal y Álvarez dirigió obras de restauración en la iglesia en dos ocasiones: en 1954 y en 1970, siendo esta última vez cuando reconstruyó la habitación orientada hacia el norte.
En 2011 se finalizó la primera fase de un proyecto de rehabilitación integral del templo, durante la cual este se consolidó estructuralmente y se protegió frente a las humedades. Además, se devolvió a la cubierta su aspecto original, utilizando tejas artesanales o tegulae de tipo romano réplicas de las retiradas en 1980. La segunda fase se centrará en el interior y las pinturas murales.

## Descripción arquitectónica

Planta de la iglesia

El trazado de la planta responde al esquema basilical de tres naves, más ancha la central, constituidas por cuatro tramos de arcos de medio punto, y rematadas en sus cabeceras por sendas capillas absidiales rectangulares. No posee transepto, por más que dos dependencias anexas, una a cada uno de sus lados, pueden dar una impresión equivocada. A los pies de la nave central se dispone un nártex o vestíbulo al que se han adosado dos estancias en correspondencia con las dos naves laterales. Sobre el conjunto monta una tribuna a la que se accede por una escalera interior. Apoyándose en el muro sur de la iglesia se construyó más tarde un pórtico que preludia las galerías porticadas que en el periodo románico proliferaron en las iglesias castellanas. A través de él se accede al interior del templo por su puerta meridional.
Las tres naves se cubren con bóvedas de cañón que cargan sobre los muros exteriores contrafuertados y sobre las dos arquerías que separan longitudinalmente las naves. Están formadas aquellas por arcos de medio punto soportados por recios pilares de sección cuadrada. El pórtico lateral también posee bóveda de cañón, pero en este caso reforzada por arcos fajones. Los ábsides son asimismo abovedados a una altura inferior a la de la nave respectiva.
Al exterior se refleja el orden compositivo de la edificación: la nave central sobresaliente en altura sobre las laterales; los contrafuertes bien marcados en el muro norte y en la fachada occidental separando las naves; la prolongación de la cabecera de la nave principal sobre las contiguas; la espadaña con que culmina el imafronte acabada en una almena de estilo califal; los vanos de acceso al nártex y al pórtico lateral, ambos bajo arco de medio punto; y el gran número de ventanas para proporcionar una adecuada iluminación a todas las estancias: las hay de simple aspillera, sencillas de un solo arco, geminadas de arcos visigóticos enmarcados por una chambrana, con celosía de primorosa tracería, y una ventana de triple arco en el ábside central.

## Imágenes

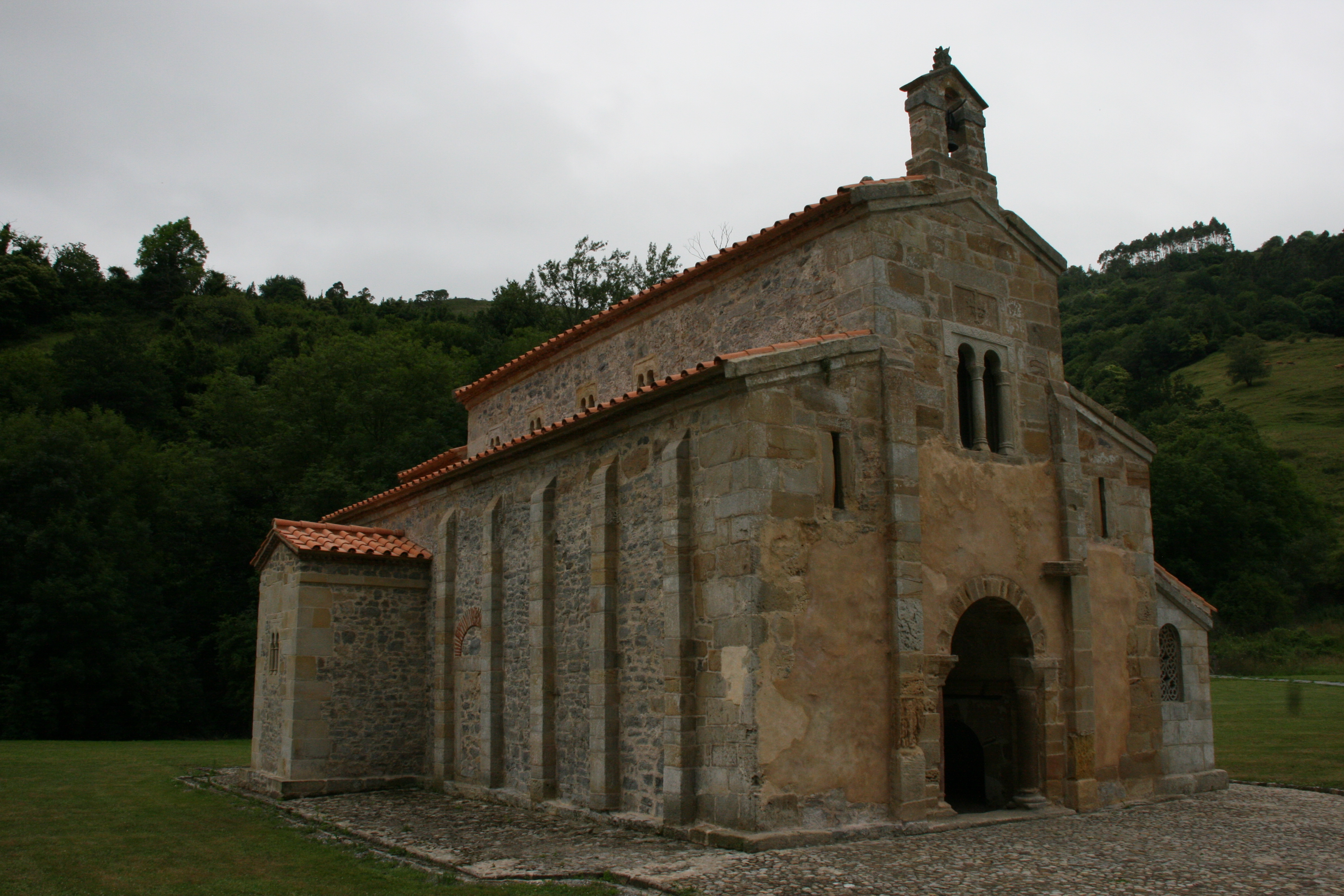
Fachada del lado Norte
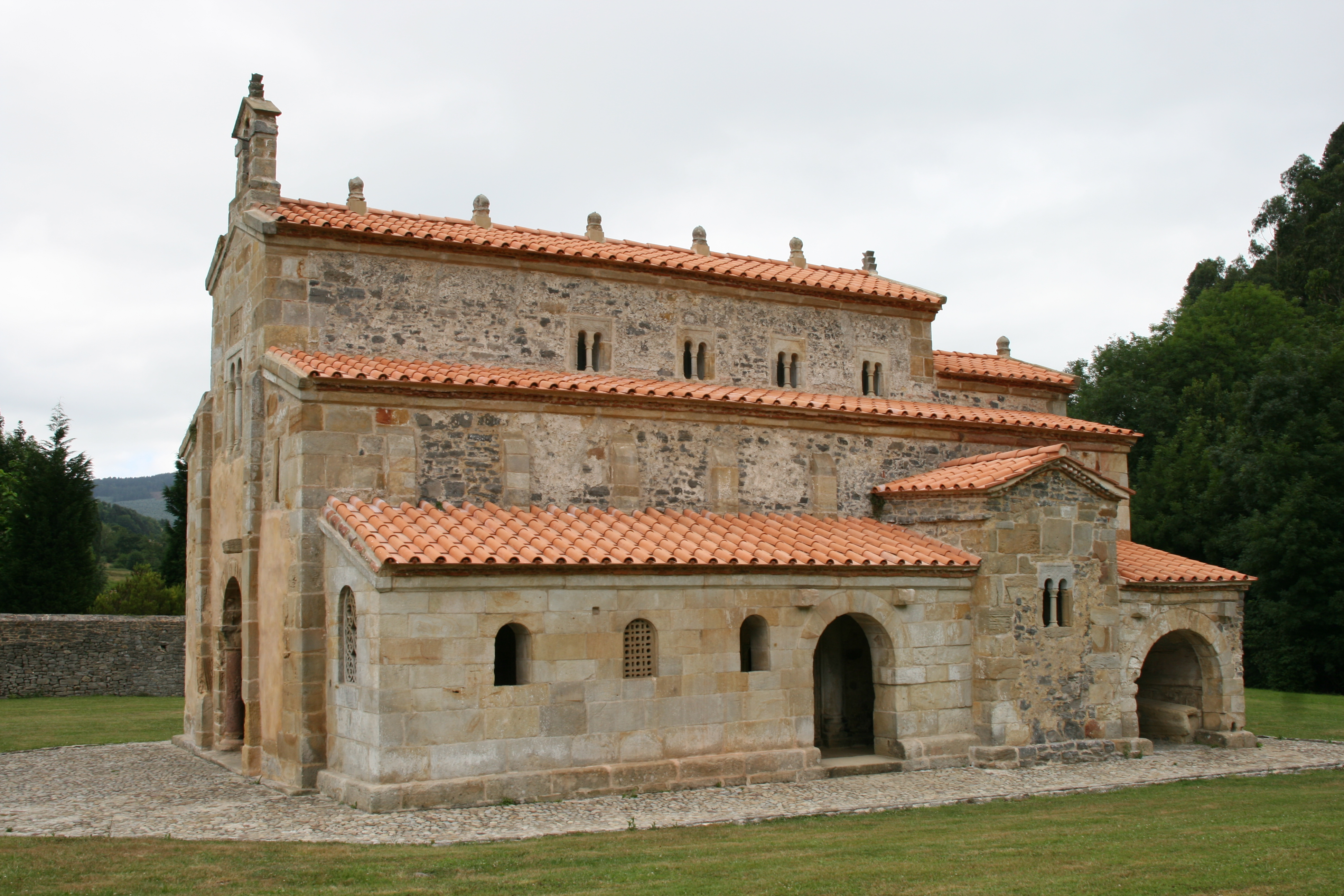
Fachada del lado Sur
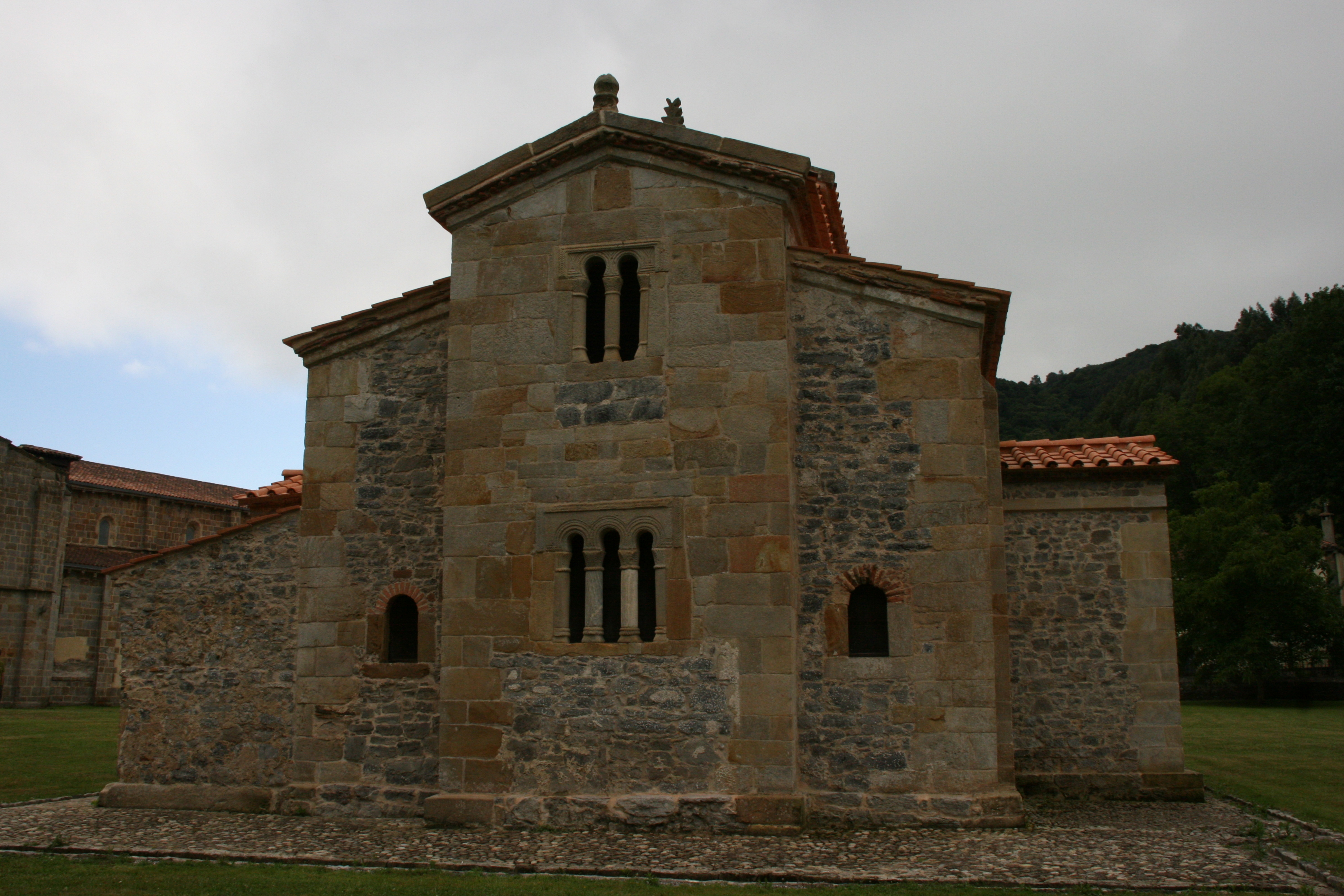
Fachada de la cabecera
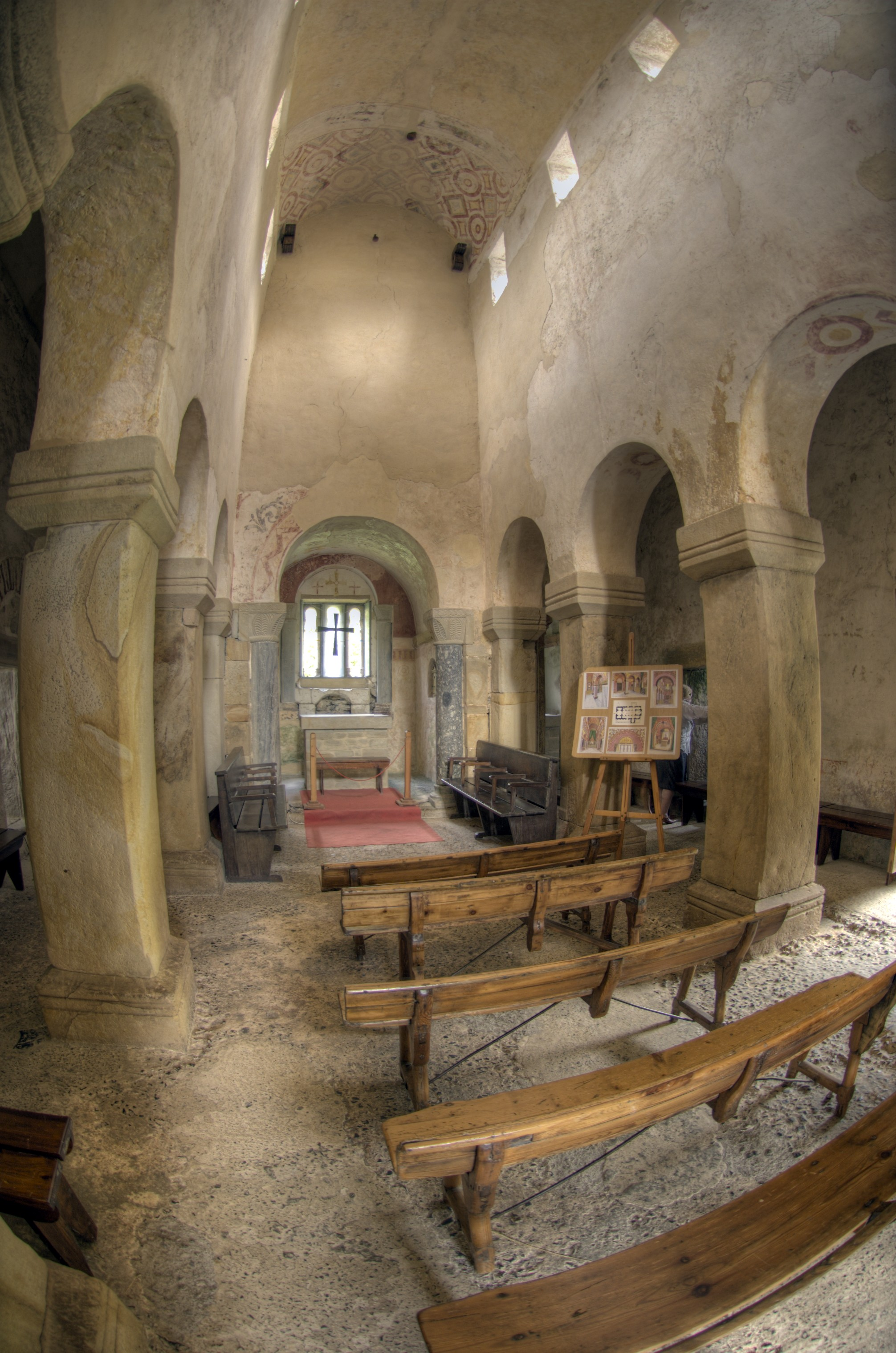
Interior del templo
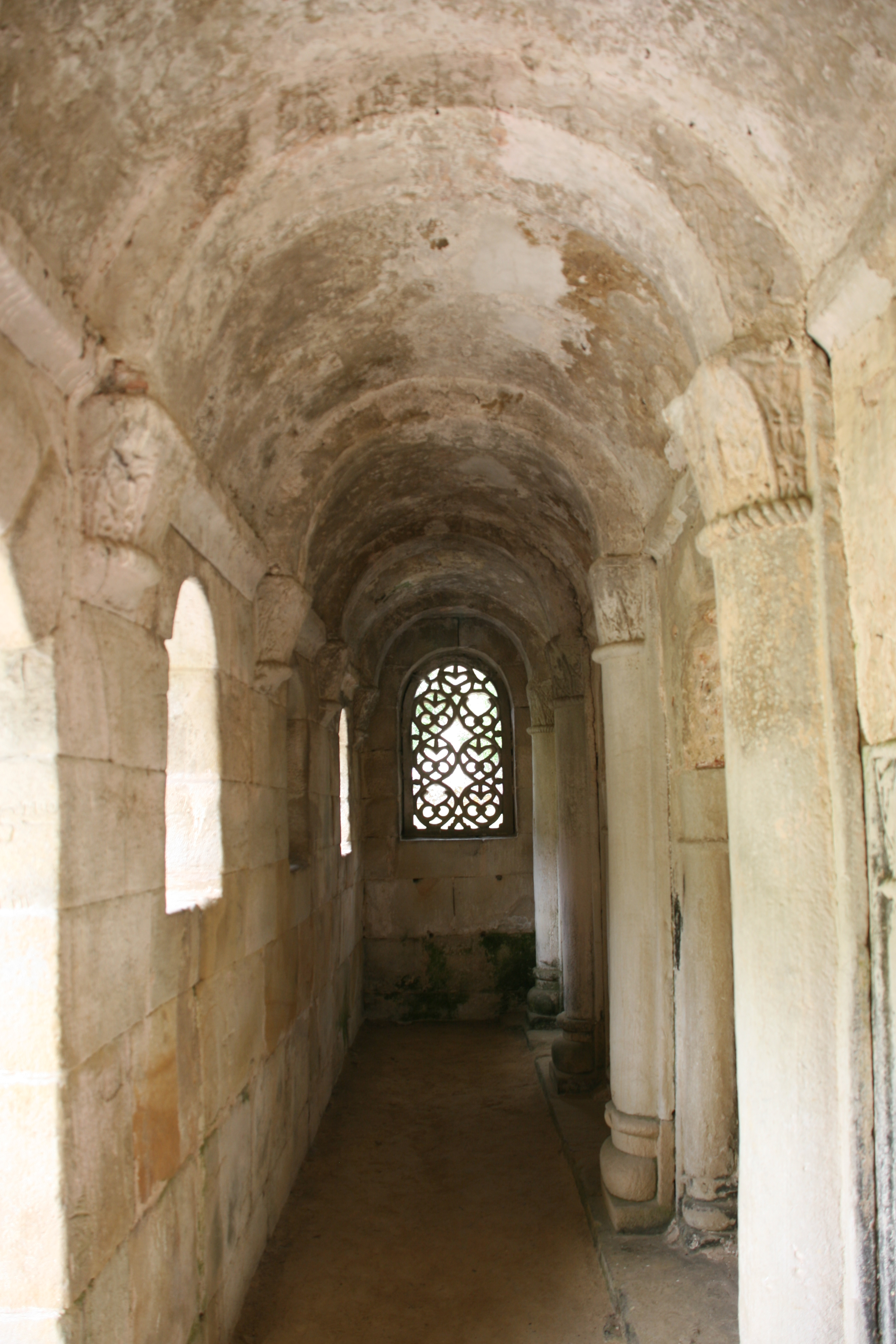
Interior del pórtico
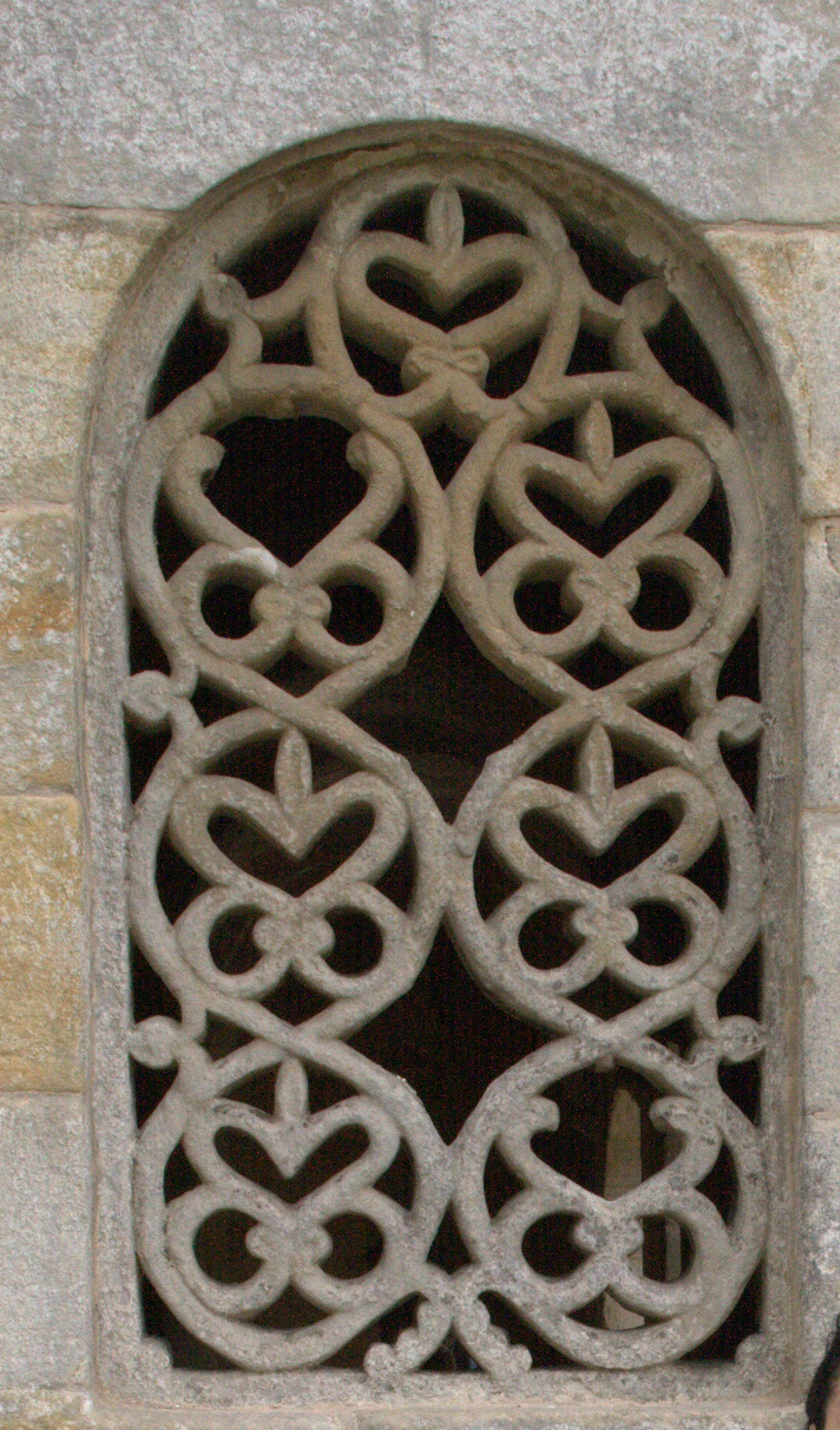
Celosía del pórtico